# Domisław (województwo pomorskie)
Domisław (niem. Domslaff) – wieś w Polsce położona w województwie pomorskim, w powiecie człuchowskim, w gminie Czarne.
Wieś królewska starostwa człuchowskiego w powiecie człuchowskim województwa pomorskiego w II połowie XVI wieku. W latach 1975–1998 miejscowość administracyjnie należała do województwa słupskiego.